# تشارلز ديفوراك
تشارلز ديفوراك (بالإنجليزية: Charles Dvorak)‏ هو منافس ألعاب قوى أمريكي، ولد في 27 نوفمبر 1878 في شيكاغو في الولايات المتحدة، وتوفي في 18 ديسمبر 1969 في سياتل في الولايات المتحدة.

## وصلات خارجية
- تشارلز ديفوراك على موقع أوليمبيديا (الإنجليزية)